# Yufang mijue
Yufang mijue o Yu Fang Mi Jue (en chino: 玉房秘訣), o también Yufang bijue (玉房祕訣), traducido al español como Los secretos de la alcoba de Jade, es un texto chino compuesto durante la dinastía Han (periodo que comprende desde el año 206 a. C. hasta el 220 d. C.).

## Historia de la publicación
Escrito durante la dinastía Han, el texto original se ha perdido, aunque se conservó parcialmente en el texto médico japonés Ishinpō (醫心方), una crestomatía japonesa de textos médicos chinos compilada por Tamba Yasuyori (912-995) en 982.
En 1903, el sexólogo chino Ye Dehui (葉德輝) publicó una versión casi completamente reconstruida de Yufang mijue, junto con otros cuatro textos chinos antiguos sobre sexualidad: Su Nü jing (素女經), Su Nü fang, Yufang zhiyao (玉房指要) y el Dong Xüan zi (洞房玄子). esto no fue bien recibido por el público y en 1927 el Partido Comunista Chino ejecutó a Ye por ser un "contrarrevolucionario".

## Contenido
Presentado como una recopilación de citas de varias figuras mitológicas y oscuras, Yufang mijue analiza en detalle numerosas facetas del sexo, incluidos los días en los que está prohibido tener relaciones sexuales y la impotencia masculina. El texto también se hace eco de muchos principios enseñados en una publicación anterior sobre sexología taoísta titulada Su Nü Jing, e incluso incluye un diálogo ficticio entre el Emperador Amarillo y su "mentora sexual", la diosa Su Nü; por ejemplo, el Emperador Amarillo le pide que explique los beneficios de "amar con eyaculación poco frecuente", a lo que ella afirma:

When a man makes love once without ejaculating, he strengthens his body. Twice and his sight and hearing become more acute. Three times and all his diseases will be cured. Four times, his soul will be at peace.
Cuando un hombre hace el amor una vez sin eyacular, fortalece su cuerpo. Dos veces y su vista y oído se agudizan. Tres veces y todas sus enfermedades serán curadas. Cuatro veces su alma estará en paz.
Traducido al inglés por Cawthorne (1997): 91.

## Importancia literaria
En Yufang mijue, la diosa taoísta Xiwangmu (西王母) se describe como involucrada en "vampirismo sexual", y copulando con niños jóvenes para alcanzar la inmortalidad — una afirmación que no se repite en ninguna otra biografía de Xiwangmu.  Citando a Yufang mijue, un capítulo de Ishinpō detalla un método de agrandamiento del pene que involucra el uso del polvo de Zanthoxylum piperitum, Orobanche ammophyla y Asarum sp., secados dentro de la vejiga de un perro durante un mes. Asimismo, se describen siete conductas sexuales nocivas y ocho beneficiosas para tratar el "drenaje", de las cuales el término de “drenaje” es similar al concepto de eyaculación precoz en la medicina moderna.